# The Hartford
The Hartford Financial Services Group, Inc. — страховая и инвестиционная компания США. Основана в 1810 году в Хартфорде (штат Коннектикут). С 1970 по 1995 год входила в состав ITT Corporation.

## История
Компания была основана в 1810 году под названием Hartford Fire Insurance Company (компания Хартфорда по страхованию от пожаров). С 1913 года через дочернюю компанию Accident and Indemnity Company начала также страховать от несчастных случаев и от убытков.
В 1970 году компания была куплена корпорацией ITT за $1,4 млрд, и на её основе была сформирована дочерняя компания ITT-Hartford Group, Inc. В 1995 году эта компания стала самостоятельной, а через три года из названия было убрано упоминание об ITT.
В 2001 году компания выплатила более $850 млн в связи с терактами 11 сентября.
В мае 2019 года за 2,1 млрд долларов была куплена страховая группа Navigators Group.

## Руководство
- Кристофер Свифт (Christopher J. Swift) — председатель правления и главный исполнительный директор с 2015 года;
- Дуглас Эллиот (Douglas G. Elliot) — президент с 2014 года[2].

## Акционеры
Крупнейшие владельцы акций The Hartford на начало 2021 года:
- The Vanguard Group, Inc. — 10,86 %
- BlackRock, Inc. — 6,9 %
- J.P. Morgan Investment Management Inc. — 5,6 %
- State Street Corporation — 5,51 %

## Деятельность
Основные подразделения компании:
- Commercial Lines (коммерческое страхование) — страховые услуги малому и среднему бизнесу преимущественно на территории США; выручка в 2020 году составила 10 млрд, чистая прибыль — 856 млн долларов;
- Personal Lines (частное страхование) — страховые услуги частным клиентам на территории США, преимущественно автострахование; выручка — 3,28 млрд, чистая прибыль — 718 млн;
- Group Benefits (коллективное страхование) — страховые услуги трудовым коллективам компаний; выручка — 6 млрд, чистая прибыль — 383 млн;
- Hartford Funds (взаимные фонды) — инвестиционные услуги как в США, так и на международной арене; оборот — 1 млрд, чистая прибыль — 170 млн, активы под управлением — 139 млрд долларов.

Основу выручки компании составляют страховые премии (плата за страховые полисы), в 2020 году на них пришлось 17,3 млрд из 20,5 млрд долларов выручки, ещё 1,8 млрд дала прибыль от инвестиционной деятельности, $1,3 млрд принесла плата за услуги. Страховые выплаты за 2020 год составили 11,8 млрд. Инвестиции составили 56,5 млрд долларов, почти все они вложены в облигации (15 % — гособлигации США, 71 % — другие облигации, 8 % — ипотечные ценные бумаги, 3 % — акции).
Основным регионом деятельности являются США, по размеру страховых премий наибольшее значение для компании имеют штаты Калифорния (12 %), Нью-Йорк (9 %), Техас (7 %), Флорида (5 %).
В списке крупнейших публичных компаний мира Forbes Global 2000 за 2016 год Hartford Financial Services Group, Inc. заняла 270-е место, в том числе 118-е по активам, 387-е по чистой прибыли, 481-е по обороту и 627-е по рыночной капитализации.